# Nadkład

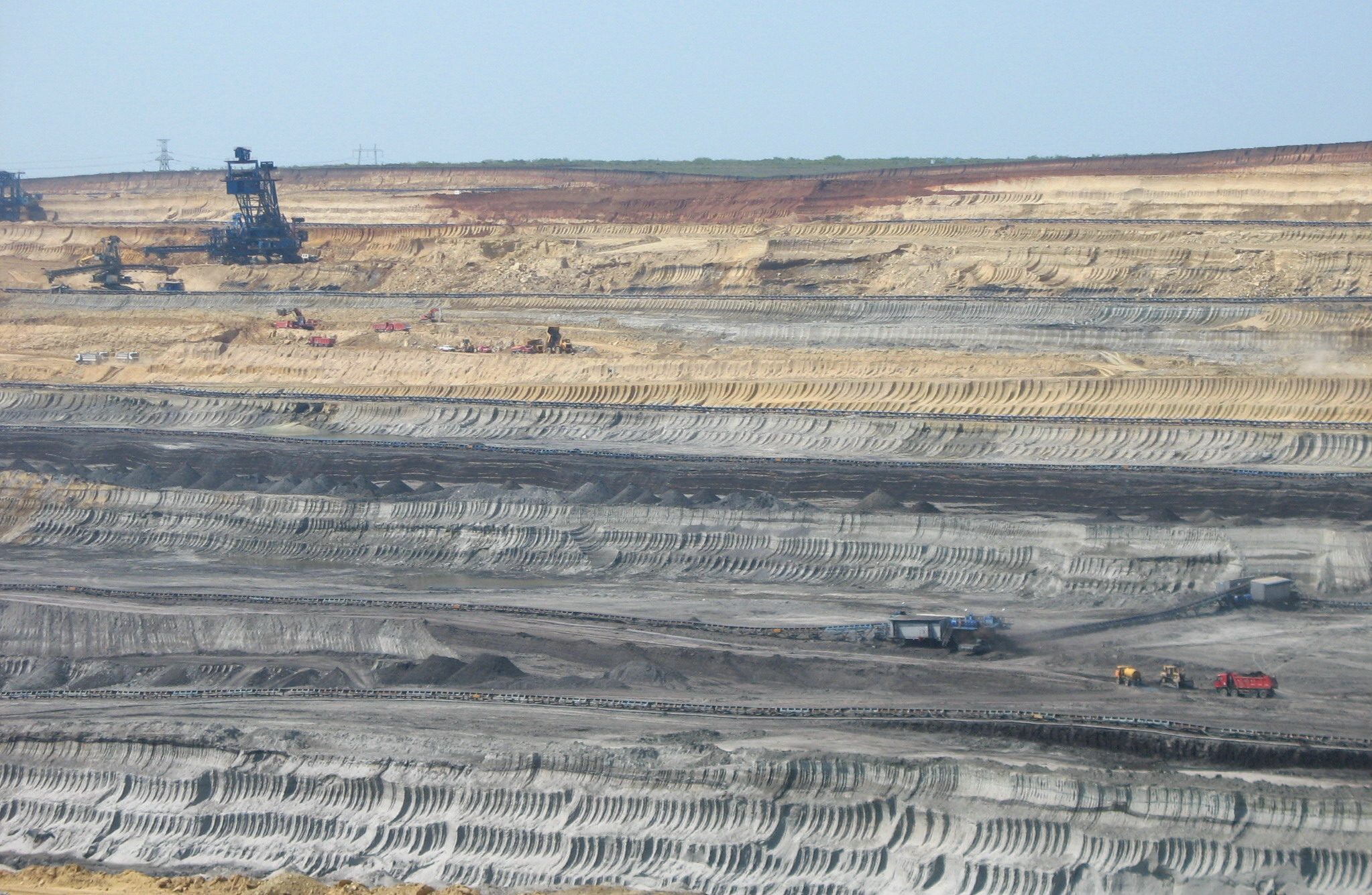
Nadkład (jasne, żółtawe warstwy u góry) nad pokładami węgli brunatnych (ciemne warstwy) w kopalni węgla brunatnego w Visonta na Węgrzech

Nadkład – w geologii część profilu skalnego powyżej rozpatrywanej jednostki skalnej. W węższym znaczeniu – skały płonne przykrywające złoże kopaliny użytecznej, również poziom wodonośny.